# Astacilla cornuta
Astacilla cornuta is een pissebed uit de familie Arcturidae. De wetenschappelijke naam van de soort is voor het eerst geldig gepubliceerd in 1911 door Koehler.